# Hårssjön-Rambo mosse naturreservat
Hårssjön-Rambo mosse naturreservat är ett naturreservat i Härryda kommun i Västra Götalands län.
Naturreservatet bildades 2022 och omfattar 472 hektar. Det ligger sydväst om Mölnlycke och består av Hårssjön med omgivande ädellövskog, strand- och sumpskogar och myrmosaik samt tall- och ekskog på höjderna och naturskogsartad blandskog i branterna.